# De Dry Heuvels (schip, 1752)
De Dry Heuvels was een Nederlands schip (fluit) in dienst van de Vereenigde Oostindische Compagnie. Het laadvermogen was 850 ton. De kapitein was Sebastian Sillo. Het schip werd aangehaald door de Mechelaar Jan Frans Michel, tijdens zijn verblijf in Praia in november 1752, waar het schip samen met twee andere compagnieschepen, De Dry Papegaijtiens en de Wimmenum voor anker ging. Deze drie schepen waren voordien voor de Vlaamse kust een tijd vastgeraakt in ondiep water. De drie schepen samen hadden een bemanning van 650 hoofden
Het schip is in 1758 vergaan, na op een rif te zijn gevaren.